# 斉藤昌子
斉藤 昌子（さいとう まさこ、1946年3月16日 - 2023年6月6日）は、日本の声楽家、女優。元平成音楽大学教授。
北海道出身。東京芸術大学大学院修了。

## 略歴
二期会会員のソプラノ歌手として、オペラ等で活躍。1970年4月から1972年3月まで『おかあさんといっしょ』でうたのおねえさんを担当した。この他、NHK教育で放送されていた母と子のテレビ絵本内の歌のコーナーで、「ゆめ天使ドリー」、「かわいいニーナ」、「白いあしのひつじたち」などの歌を歌っていた。
女優としては1979年から、劇団四季のミュージカルに度々参加。主な役としては『オペラ座の怪人』のカルロッタ。『キャッツ』のグリザベラがある。1993年の『オペラ座の怪人』札幌公演では、ヒロインのクリスティーヌ役を演じた。
2023年6月6日、癌のため死去。77歳没。

## レコード
- 「美しき町」
- 「芭蕉布／てんさぐの花」（1978年）
- 「葉山町歌」（1980年）
- 「木の葉の娘」（1981年）
- 「みずうみの詩／余呉湖恋唄」（1982年）
- 「京都府の歌」立川清登・斉藤昌子（1984年）
- 「ジャングル体操」子門真人・斉藤昌子・杉並児童合唱団（1984年）

## CD
- 「思い出のアルバム～あの日・あの歌」（1989年）